# Barahna toonumbar
Barahna toonumbar är en spindelart som beskrevs av Davies 2003. Barahna toonumbar ingår i släktet Barahna och familjen Stiphidiidae.
Artens utbredningsområde är New South Wales. Inga underarter finns listade.